# إيزابيلا ملكة أرمينيا
إيزبيلا الأولى ملكة أرمينيا أو إيزابيل الأولى أو زابيل الأولى ملكة مملكة قيليقية السابقة في الفترة من عام 1219 وحتى عام 1252. وُلدت ربما فيما بين 27 يناير عام 1216 و25 يناير عام 1217.
وقد أعلنت ملكة تحت ولاية آدم من باجراس. ولكنه قد تم اغتيالها؛ فيما أصبح قسطنطين من باربارون من عائلة هيثوم وصيًا على العرش. في هذه المرحلة، طالب ريموند روبين، حفيد روبين الثالث، الشقيق الأكبر لوالد إيزابيلا، الملك ليو الأول، بعرش مملكة أرمينيا الصغرى، إلا أنه قد هُزم وأسر وتم إعدامه.
وسرعان ما اقتنع قسطنطين من باربارون بالسعي مع التحالف مع بوهيموند الرابع، أمير أنطاكية وكونت طرابلس، ورتب زواجًا بين الأميرة الشابة وفليب، ابن بوهيموند الرابع. وعلى الرغم من ذلك، فقد أهان فيليب مشاعر الأرمن وتم إقصاءه من القصر الملكي وإرسال التاج الملكي إلى أنطاكية؛ وهناك، تم احتجازه في أحد سجون سيس، مدينة كوزان حاليًا في تركيا، حيث تُوفي هناك بفرضية السُم.
بدورها، أجبرت الشابة الحزينة إيزابيلا على الزواج من هيثوم الأول، ابن قسطنطين من باربارون؛ وعلى مدار عدة سنوات، رفضت أن تعيش معه إلا أنها في النهاية تراجعت. وقد أنهى التوحيد الظاهري في الزواج بين رأسي السلاليتين الرئيسيتين في قيليقية، الروبينيدس والهيثوميدس، قرنًا من صراع السلالة الملكية والإقليمية وجلب عائلة الهيثوميدس في طليعة الهيمنة السياسية في مملكة قيليقية.
وتُوفيت في 23 يناير عام 1252.